# Zentralstelle für Primärdokumentation
Die Zentralstelle für Primärdokumentation (ZPD) war in der Deutschen Demokratischen Republik eine Struktureinheit der  Staatlichen Zentralverwaltung für Statistik (SZS).
Sie leitete und koordinierte die Entwicklung einheitlicher datenverarbeitungsgerechter  Primärdokumente, lenkte die Entwicklungsarbeiten in der Volkswirtschaft auf Schwerpunkte und koordinierte die eigenverantwortliche Tätigkeit der Staats- und wirtschaftsleitenden Organe zur rationellen Vereinheitlichung der Primärdokumente in ihren Bereichen.
Die Zentralstelle arbeitete Grundsätze für die Vereinheitlichung der Primärdokumente aus, gab Rahmenrichtlinien heraus und entwickelte selbst hauptsächlich Primärdokumente für Rechnungsführung und Statistik, die zwischen den Zweigen und Bereichen zirkulierten (als externe Primärdokumente) sowie Grundausführungen und Muster interner Primärdokumente. Dabei berücksichtigte sie die Anforderungen der Elektronischen Datenverarbeitung (EDV).
Die Einführung einheitlicher Primärdokumente auf EDV-Basis in den Zweigen und Bereichen der Volkswirtschaft erfolgte auf Vorschlag der Zentralstelle durch Anordnung (AO) des Leiters der SZS bzw. durch DDR-Standards. Mit der AO vom 8. Oktober 1968 (GBl. II, S. 931) wurden die einheitlichen EDV-Primaärdokumente
- kombinierter Rechnungssatz
- Wirtschaftsvertrag (Liefervertrag)
- Belege und Nachweise der Grundmittelrechnung
verbindlich für alle Betriebe der Volkswirtschaft eingeführt. Mit der AO vom 9. April 1970 (GBl. II, S. 259) erfolgte die einheitliche EDV-gerechte Warenauszeichnung und Etikettierung. Mit der AO vom 22. Januar 1974 (GBl. I, S. 63) wurden für alle Sachgebiete von Rechnungsführung und Statistik und der Fertigungsorganisation EDV-gerechte vereinheitlichte Primärdokumente verbindlich erklärt, die in den Jahren bis 1975 von den Betrieben schrittweise einzuführen waren.
Als einheitliche Primärdokumente galten nur die, die von der SZS bestätigt wurden. Die Anwendung der einheitlichen Primärdokumente hatte nach den von der SZS erlassenen Ausführungsvorschriften zu erfolgen. Diese Primärdokumente waren Bestandteil der sachgebietsorientierten Programmiersysteme (SOPS) der elektronischen Rechentechnik. Sie waren aber auch für mechanische und manuelle Bearbeitung anwendbar. In Ausnahmefällen waren Veränderungen der Zweige oder Bereiche nur auf der Grundlage der einheitlichen Primärdokumente zulässig.
Veränderungen sowie die Weiterverwendung nichteinheitlicher Primärdokumente nach dem 1. Januar 1976 bedurften der Zustimmung durch die zuständigen Ministerien und anderen zentralen Staatsorgane bzw. Räte der  Bezirke sowie der Bestätigung durch die SZS. Die Ministerien und anderen zentralen Staatsorgane stützten sich bei ihrer Entscheidung auf die Projektkoordinierung für EDV und die zentralen Arbeitskreise Rechnungsführung und Statistik.
Zur Beratung von Grundsatzfragen und zur Vorbereitung sachkundiger Entscheidungen für die Vereinheitlichung und Inkraftsetzung von Primärdokumenten waren bei der Zentralstelle ein Beirat, eine Fachkommission und andere Arbeitsgemeinschaften tätig. Die Zentralstelle veröffentlichte Entwicklungsergebnisse in den einschlägigen Fachzeitschriften.